# Cybaeus melloteei
Cybaeus melloteei är en spindelart som först beskrevs av Simon 1886.  Cybaeus melloteei ingår i släktet Cybaeus och familjen vattenspindlar. Inga underarter finns listade i Catalogue of Life.